# فهرست گسله‌های ایران

گسل‌های ایران

هر ناپیوستگی ثانویه زمین‌ساختی که بعد از ایجاد شکستگی در آن جابجایی رخ داده باشد به عنوان گسل شناخته می‌شود.
بر این اساس هم گسله‌های کوچک در حد چند میلی‌متر و هم گسل‌هایی با طول چندین کیلومتر در این تعریف می‌گنجند.
تعداد گسل‌های شناخته شده ایران ۵۷۵ عدد است. تعداد گسل‌های خطرناک ایران ۱۲۰ عدد است. میزان شهرهای لرزان ایران یعنی شهرهای با ریسک خطر بالا ۷۸ درصد می‌باشد. فهرست زیر اسامی گسله‌های ایران بر اساس حروف الفبا است.
1. گسله آب آسمان
2. گسله حدسی آباده
3. گسله آب اسک
4. گسله آبنما
5. گسله آبجو
6. گسله آبدره
7. گسله آبروان
8. گسله آبرود
9. گسله آبسرده
10. گسله آبقوی
11. گسله آبگرم
12. گسله آبیز
13. گسله حدسی آتشگاه
14. گسله آرپران
15. گسله آرمیان
16. گسله آزادبر
17. گسله آزمیقان
18. گسله آساگی
19. گسله آستارا
20. گسله آستاری